# BCG-vaccin

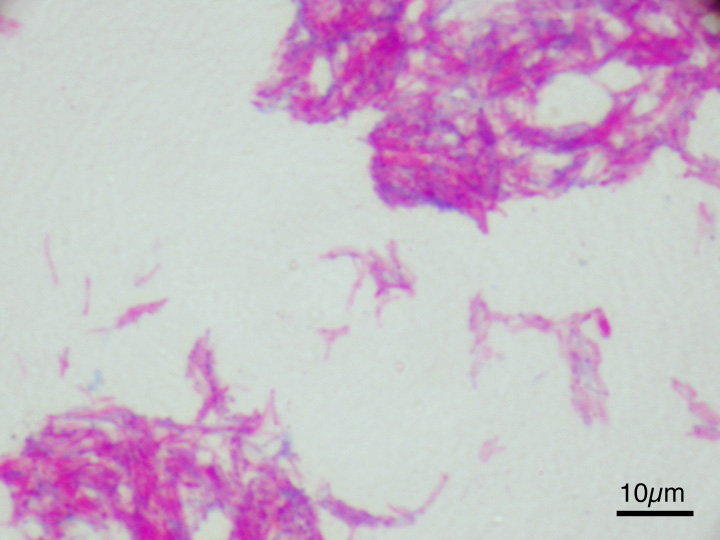
Mycobacterium bovis zichtbaar gemaakt onder een microscoop

Bacillus Calmette-Guérin (BCG) is een vaccin tegen tuberculose dat gemaakt wordt van de levende, verzwakte, bij runderen voorkomende tuberculosebacterie, Mycobacterium bovis, die zijn ziekteverwekkend vermogen bij mensen heeft verloren door een jarenlange speciale kweek in een kunstmatig medium. De bacillen zijn wel voldoende immunogeen gebleven om een matig effectief vaccin te zijn voor het voorkomen van menselijke tuberculose.

## Stammen
Omdat de originele BCG-stam vele malen opnieuw is gekweekt en verspreid over vele medische centra, bestaan er vele soorten vaccins die iets verschillende stammen M. bovis BCG bevatten, die door DNA-analyse uit elkaar zijn te houden. De Wereldgezondheidsorganisatie (WHO) heeft in de jaren 50 een BCG-stam bewaard en is inmiddels in het bezit van een hele verzameling verschillende BCG-stammen. In Nederland wordt gevaccineerd met 'Danish strain 1331' afkomstig van het SSI in Kopenhagen, Denemarken. In België (2006) is het BCG-vaccin niet verkrijgbaar al kan het wel worden besteld. Andere BCG-stammen zijn bijvoorbeeld de Pasteur-, Tokyo-, Moreau- (Brazilië), Tice- en Glaxo-stam (Groot-Brittannië). Men is het er niet over eens welke de beste is.

## Geschiedenis
Albert Calmette, een Franse bacterioloog en zijn assistent en latere collega Camille Guérin, een dierenarts, werkten aan het Pasteur-instituut in Rijsel in 1908. Hun werk omvatte het kweken van verschillende kwaadaardige soorten van de tuberculosebacil en het testen van verschillende kweekmedia. Ze merkten dat in een glycerine-gal-aardappelmengsel bacillen groeiden die minder kwaadaardig leken. Ze veranderden hun onderzoeksdoel om te kijken of herhaald doorkweken een vorm zou opleveren die niet pathogeen was en gebruikt kon worden als vaccin. Hun werk duurde van tijdens de Eerste Wereldoorlog tot 1919 toen bleek dat de bacillen geen tuberculose meer konden veroorzaken bij proefdieren. Ze werkten verder aan het Parijse Pasteur-instituut in 1919. In 1921 werd het BCG-vaccin voor menselijk gebruik ontwikkeld en de resultaten werden in 1924 gepresenteerd aan de Franse Academie voor geneeskunde.
In 1928 werd het geaccepteerd door het Gezondheidscomité van de Volkenbond maar door tegenstand tegen vaccinatie werd het pas na de Tweede Wereldoorlog veel gebruikt. Van 1945 tot 1948 vaccineerden hulporganisaties (International Tuberculosis Campaign or Joint Enterprises) meer dan 8 miljoen baby's in Oost-Europa en de voorspelde toename van tuberculose na de wereldoorlog bleef – post aut propter – uit.
Bekend is de "ramp van Lübeck" uit 1929-30. Door een fout van een laborant werden ca. 250 pasgeboren kinderen in Lübeck 3 maal gevaccineerd met oraal BCG-vaccin dat - naar later bleek - ook virulente bacteriën bevatte, met ruim 70 doden tot gevolg. De fout lag in de vaccinbereiding, niet in het BCG-vaccin zelf: in het laboratorium werd ook gewerkt met virulente tuberculosekweken zonder dat er een goede scheiding was van de afdelingen.

## Bescherming
Het vaccin voorkomt bij kinderen ongeveer 50% van de gevallen van tuberculose maar het beschermt beter (ca. 70%) tegen enkele ernstigere vormen van tuberculose zoals de hersenvliesontsteking veroorzaakt door tuberculosebacteriën en miliaire tuberculose. De effectiviteit lijkt het beste als er nog geen besmetting heeft plaatsgevonden met een tuberculosebacterie of een andere mycobacterie. Daarom is het aan te bevelen al op jonge leeftijd te vaccineren. Mogelijk is het effect van besmetting met (atypische) mycobacteriën een verklaring voor het feit dat de effectiviteit van het BCG-vaccin toeneemt naarmate de afstand tot de evenaar groter is.

## Toediening
Het vaccin wordt intracutaan toegediend, deze techniek wordt ook gebruikt bij de mantouxtest en sommige allergietesten. Toediening door het injecteren van het vaccin in de spier (intramusculair), zoals bij onder meer het DKTP-vaccin gebruikelijk is, leidt tot abcesvorming en lokale necrose van de spier. Het belangrijkste gebruik van BCG is voor vaccinatie tegen tuberculose maar het vaccin is ook matig effectief tegen lepra. Lepra wordt veroorzaakt door Mycobacterium leprae. Het krijgen van een BCG-vaccinatie zal soms effect hebben op de mantouxtest: die wordt matig positief maar dat is ook afhankelijk van de BCG-stam die wordt gebruikt en de leeftijd waarop wordt gevaccineerd. Bij vaccinatie in het eerste levensjaar wordt de mantouxreactie meestal al snel weer negatief, als hij al positief wordt. Op latere leeftijd zal de mantouxreactie vaker positief blijven. Sommige BCG-vaccins geven ook vaker positieve mantouxreacties dan andere. Dit zegt overigens niets over het effect van de BCG. De gewoonte in sommige landen om maar te blijven vaccineren tot de mantoux opkomt is dan ook niet wetenschappelijk gefundeerd, een type IV-allergie heeft namelijk geen voorspellende waarde over de mate van de cellulaire immuniteit. Revaccinaties met BCG leiden niet tot een betere bescherming.

## Antitumoreffect
In 1976 was de eerste blaasinstillatie met BCG-vaccin voor de behandeling van oppervlakkige blaaskanker hetgeen momenteel doorgaans de effectiefste behandeling hiervoor is. Het antitumoreffect van BCG is al in 1929 beschreven.
In de diergeneeskunde wordt het BCG-vaccin gebruikt om equïene sarcoïden te behandelen; sarcoïden bij paardachtigen.